# Receptor FAS
El receptor Fas, también conocido como Fas, FasR, antígeno APO-1, cúmulo de diferenciación 95 (CD95) o miembro 6 de la superfamilia del factor de necrosis tumoral (FNT) es una proteína codificada por el gen FAS en los humanos.
El receptor Fas fue identificado por primera vez empleando un anticuerpo monoclonal generado al inmunizar a ratones con la línea celular FS-7. Por consiguiente, el nombre Fas deriva del antígeno de superficie asociado a FS-7. El receptor Fas es un receptor de muerte en la superficie de las células que lleva a la muerte celular programada (apoptosis) si se une a su ligando, el ligando Fas (FasL). Es una de las dos vías de inducción de la apoptosis, siendo la otra la vía mitocondrial.

## Gen
El gen de receptor FAS se encuentra en el brazo largo del cromosoma 10 (10q24.1) en humanos y en el cromosoma 19 en ratones. El gen está en el sentido positivo (cadena de Watson) y tiene 25,255 bases de longitud ordenadas en nueve exones codificantes de proteínas. Se encuentran secuencias similares relacionadas evolutivamente (ortólogas) en la mayoría de los mamíferos.

## Proteína
Informes previos han identificado hasta ocho variantes de empalme, que se traducen en siete isoformas de la proteína. El receptor Fas inductor de apoptosis se denomina isoforma 1, una proteína transmembranal de tipo 1. Muchas de las otras isoformas son haplotipos raros que normalmente están asociados a un estado de enfermedad. Sin embargo, dos isoformas, la forma unida de la membrana inductora de la apoptosis y la forma soluble, son productos normales cuya producción por empalme alternativo se regula por la proteína de unión al ARN citotóxica TIA1.
La proteína Fas madura tiene 319 aminoácidos, tiene un peso molecular predicho de 48 kDa y se divide en 3 dominios: un dominio extracelular, un dominio transmembrana, y un dominio citoplasmático. El dominio extracelular tiene 157 aminoácidos y es rico en residuos de cisteína. Los dominios transmembrana y citoplasmático tienen 17 y 145 aminoácidos respectivamente. Los exones 1, 2, 3, 4 y 5 codifican la región extracelular. El exón 6 codifica la región transmembrana. Los exones 7, 8 y 9 codifican la región intracelular.

## Función
El Fas forma el complejo de señalización inductor de muerte (DISC) mediante la unión de ligandos. El ligando Fas (un trímero) anclado a la membrana en la superficie de una célula adyacente causa la oligomerización de Fas. Estudios recientes que plantean la trimerización de Fas no se han podido validar. Otros modelos sugieren la oligomerización de 5 a 7 moléculas Fas en el DISC. Este evento también se imita con la unión de un anticuerpo agonista Fas, aunque algunas pruebas indican que la señal apoptótica inducida por el anticuerpo es poco fiable en el estudio de la señalización de Fas. Con este propósito, se han empleado varias maneras inteligentes de trimerizar el anticuerpo para la investigación in vitro.
Al ocurrir la agregación del dominio de muerte (DD), el complejo receptor se internaliza a través de la maquinaria celular de endosomas. Esto permite a la molécula adaptadora FADD unirse al dominio de muerte de Fas a través de su propio dominio de muerte. La FADD también contiene un dominio efector de muerte (DED) cerca de su amino-terminal, que facilita la unión a la DED de la enzima convertidora de interleuquina-1 beta (FLICE), similar a la FADD, comúnmente denominada caspasa-8. La FLICE puede entonces activarse sola a través de escisión proteolítica, dividiéndose en las subunidades p10 y p18, dos de las cuales forman la enzima activa heterotetramérica. La caspasa-8 activa se libera entonces desde el DISC al citosol, donde escinde otras caspasas efectoras, y finalmente causa la degradación del ADN, la formación de ampollas en la membrana, y otros indicadores de apoptosis.
Recientemente, también se ha demostrado que la Fas estimula el crecimiento de los tumores, ya que durante la progresión tumoral, frecuentemente se regula a la baja o las células se vuelven resistentes a la apoptosis. Las células cancerosas en general, independientemente de su sensibilidad a la apoptosis Fas, dependen de la actividad constitutiva de Fas. Esto es estimulado por el ligando de Fas producido por el cáncer para su crecimiento óptimo. Aunque se ha probado que Fas potencia el crecimiento tumoral en los modelos de ratones vistos arriba, el análisis de la base de datos genómica de cánceres humanos reveló que FAS no se amplía focalmente de manera significativa en un conjunto de datos de 3131 tumores (FAS no es un oncogén), pero sí está de forma significativa focalmente delecionado en todo el conjunto de datos de estos 3131 tumores, lo que sugiere que FAS funciona como supresor de tumores en humanos.
En células cultivadas, FasL induce varios tipos de apoptosis de células cancerosas por medio del receptor Fas. En modelos de ratones de carcinoma de colon inducido por AOM-DSS y sarcoma inducido por MCA, se ha demostrado que Fas actúa como supresor de tumores. Además, el receptor Fas también media la citotoxicidad antitumoral de linfocito T citotóxico (CTL) específicos de tumores.  Además de la bien descrita citotoxicidad antitumoral CTL, a Fas se le ha atribuido una función distintiva: la inducción de muerte celular tumoral espectadora, incluso entre las células cognadas (espectadoras) que no expresan antígenos. La muerte por espectadores mediada por CTL fue descrita por primera vez por el Laboratorio Fleischer en 1986  y más tarde atribuida a la lisis in vitro mediada por Fas por el Instituto de Investigación de Austin, el Laboratorio de Citotoxicidad Celular. En fechas más recientes, la muerte de células tumorales espectadoras mediada por Fas fue demostrada in vivo por el Programa de Inmunoterapia para Linfomas en la Escuela Icahn de Medicina en Mount Sinai, usando células T y células CAR-T, similar a la labor in adicional in vitro usando anticuerpos biespecíficos realizada en Amgen.

## Papel en la apoptosis
Algunos informes han sugerido que la vía extrínseca de FAS es suficiente para inducir una apoptosis completa en algunos tipos de células por medio de ensamblaje de DISC y la subsiguiente activación de la caspasa-8. Estas células se denominaron células de tipo 1 y se caracterizan por la incapacidad de los miembros antiapópticos de la familia Bcl-2 (concretamente Bcl-2 y Bcl-xL) de proteger de la apoptosis mediada por Fas. Entre las células de tipo 1 caracterizadas se incluyen H9, CH1, SKW6.4 y SW480, todas ellas son linajes de linfocitos excepto la última, que es un linaje de adenocarcinoma de colon. Sin embargo, hay evidencia de interferencia entre las vías extrínseca e intrínseca en la cascada de señales de Fas.
En la mayoría de tipos de células, la caspasa-8 cataliza el clivaje de la proteína proapóptica Bid de «solo BH3» a su forma truncada tBid. Solo los miembros de la familia de Bcl-2 de «solo BH3» se relacionan exclusivamente con los miembros antiapoptóticos de la familia (Bcl-2, Bcl-xL), permitiendo que Bak y Bax se transloquen a la membrana mitocondrial externa, provocando la permeabilización de ésta y así facilitando la liberación de proteínas proapoptóticas como el citocromo c y Smac/DIABLO, un antagonista de proteínas inhibidoras de la apoptosis (IAPs).

Resumen de las vías de transducción de señales implicadas en la apoptosis.

## Interacciones
Se ha demostrado que el receptor Fas interactúa con:
La caspasa-8,
La caspasa-10,
CFLAR,
FADD,
Ligando de Fas,
PDCD6, y
Pequeño modificador relacionado con la ubicuitina 1 (SUMO)